# Dél-európai földipocok
A dél-európai földipocok vagy középtengeri földipocok (Microtus duodecimcostatus vagy Pitymys duodecimcostatus) az emlősök (Mammalia) osztályának rágcsálók (Rodentia) rendjébe, ezen belül a hörcsögfélék (Cricetidae) családjába tartozó faj.

## Előfordulása
A dél-európai földipocok az Ibériai-félszigeten és Dél-Európa nyugati részén fordul elő.

## Egyéb
Az állat, megjelenésében és életmódjában nagyon hasonlít a közönséges földipocokhoz (Microtus subterraneus).